# 小光 (YouTuber)
小光（1990年3月15日—）是台灣YouTuber，因可以發出男音或女音而出名，頻道有包括阿神等人遊玩《我的世界》的影片，亦有講述自己過去糗事的影片。

## 個人經歷
1990年3月15日，小光出生在台南。他家庭經濟並不富裕，小時候跟著父母在菜市場賣雞肉、熟食。2005年，小光因在選秀節目看到一名參賽者使用男女對唱而對模仿女音產生好奇，之後便開始練習。
2008年，小光就讀致遠管理學院。2009年，小光參與台南縣警局宣導演出，小光飾演女主角，亦使用女音演出。2010年，小光參與致遠管理學院應日系浴衣美少女選拔，在決賽上使用反串女生並使用女音唱歌，被評為第二名。小光會在打電子遊戲時使用女音，校內一名戲劇系男生聽小光用女聲玩遊戲日久生情，和小光表白被婉拒。
2012年，小光服兵役。小光曾在某次周四莒光日時，上台用偽聲表演藝人郭書瑤的廣告台詞「你不要死…，你不要死…，殺很大！」，轟動全連。小光從此備受連長、班長「照顧」，出操、訓練總會叫到他的名字。2013年，小光退役，在台南的一間遊樂場工作近6年。2017年，在YouTube直播遊戲並製作影片上傳到個人頻道。2019年，小光的母親罹癌。為有時間照顧母親及支付醫藥費，小光辭去遊樂場的職位，成為全職YouTuber。2021年9月9日，小光和他的女朋友毛毛註冊结婚。

## 現今頻道
2017年，在YouTube直播遊戲並製作影片上傳到個人頻道。2019年，成為了Facebook遊戲直播的簽約實況主後，遊戲直播於7月1日轉移至Facebook進行。2020年2月，分別在bilibili、西瓜视频等平台開啟個人頻道。2020年7月23日，宣布7月底將從Facebook遊戲直播畢業，未來遊戲直播將會轉移回YouTube進行。

## 外部連結
- YouTube上的【雙聲類】小光頻道（主頻道）
- YouTube上的白光底綠頻道（副頻道）
- bilibili上的雙聲類小光的頻道
- 西瓜視頻上的雙聲類小光的頻道
- 小光光🎀PUI🐹的X（前Twitter）